# Metopia sauteri
Metopia sauteri är en tvåvingeart som först beskrevs av Townsend 1933.  Metopia sauteri ingår i släktet Metopia och familjen köttflugor.
Artens utbredningsområde är Taiwan. Inga underarter finns listade i Catalogue of Life.